# Reptile (chanson)
Pistes de The Downward Spiral
Eraser The Downward Spiral
Reptile est une chanson du groupe de metal industriel Nine Inch Nails et la douzième piste sur The Downward Spiral.
C'est la plus longue chanson de l'album, dans une entrevue, Reznor a déclaré qu'il aurait aimé la chanson à avoir été publié comme single.

## Chanson
La chanson s'ouvre avec un son de machine issu du film Leviathan. La structure, de nature répétitive, contient trois sections distinctes, mais similaires, tous animés par des boucles de percussions et de guitare rythmique et basse synthétisée. Les chœurs reflètent une ambiance lumineuse avec des éminents issu des synthétiseurs et des aperçus de guitare mélodiques. Les trois sections sont reliées par deux pauses instrumentales calme, une technique utilisée plus tard dans "Even Deeper."